# Гимн Нигерии
Гимн Нигерии — один из государственных символов Нигерии, наряду с флагом и гербом.

## История
С 1914 по 1960 годы в качестве патриотической песни Нигерии исполнялся британский гимн «God Save the Queen».
После обретения независимости Нигерией в 1960 году национальным гимном стала композиция «Nigeria We Hail Thee», написанная композитором Лиллианом Джином Уильямсом на слова Францеса Бенды. Во время гражданской войны 1967—1970 годов, когда Биафра хотела отсоединиться от Нигерии, «Nigeria We Hail Thee» была гимном Нигерии в то время, как гимном Биафры была композиция «Land of the Rising Sun», которая перестала использоваться после войны.
В 1978 году был объявлен конкурс на слова нового гимна, который выиграли Джон А. Илечукву, Эме Этим Акпан, Б. А. Огуннайке, Соту Омоигуи и П. О. Адерибиге с «Arise, O Compatriots». На их слова Нигерийским оркестром полиции под руководством Бенедикта Элиде Одиасе была написана музыка.

## Слова
«Arise, O Compatriots»
Arise, O compatriots,
Nigeria’s call obey
To serve our Fatherland
With love and strength and faith.
The labour of our heroes past
Shall never be in vain,
To serve with heart and might
One nation bound in freedom, peace and unity.
O God of creation,
Direct our noble cause;
Guide our Leaders right:
Help our Youth the truth to know,
In love and honesty to grow,
And living just and true,
Great lofty heights attain,
To build a nation where peace and justice reign.